# Regione Metropolitana di Campinas
La regione metropolitana di Campinas è l'area metropolitana di Campinas nello Stato di San Paolo in Brasile.

## Comuni
Comprende 20 comuni:
| Comune                 | Superficie | Popolazione (2010) |
| ---------------------- | ---------- | ------------------ |
| Americana              | 134        | 210.701            |
| Artur Nogueira         | 178        | 44.270             |
| Campinas               | 796        | 1.080.999          |
| Cosmópolis             | 155        | 58.821             |
| Engenheiro Coelho      | 110        | 15.719             |
| Holambra               | 64         | 11.292             |
| Hortolândia            | 62         | 192.225            |
| Indaiatuba             | 311        | 201.848            |
| Itatiba                | 323        | 101.450            |
| Jaguariúna             | 142        | 44.331             |
| Monte Mor              | 241        | 48.971             |
| Nova Odessa            | 73         | 51.278             |
| Paulínia               | 139        | 82.150             |
| Pedreira               | 110        | 41.549             |
| Santa Bárbara d'Oeste  | 271        | 180.148            |
| Santo Antônio de Posse | 154        | 20.635             |
| Sumaré                 | 153        | 241.437            |
| Valinhos               | 149        | 106.968            |
| Vinhedo                | 82         | 63.685             |
| Total                  | 3.647      | 2.798.477          |

| Controllo di autorità | VIAF (EN) 9150323671609971825 |